# Gianni Guigou
Gianni Bismark Guigou Martínez (Nueva Palmira, Colonia, 22 de febrero de 1975) es un exfutbolista uruguayo. Fue internacional con la selección de Uruguay y participó en la Copa Mundial de Fútbol de 2002. Debutó con la selección en la Copa América 1999 contra Colombia. Jugó 40 partidos, de los cuales ganó 14, empató 11 y perdió 15. Su último partido con la selección fue contra Perú el 2004.
Debutó con el Club Nacional de Football en 1994, con el que ganó dos campeonatos en 1998 y 2000. Fue transferido a la Roma de Italia por US$ 5,8 millones, obteniendo el Scudetto. En 2003 fue a préstamo al Siena, donde ayudó a evitar el descenso. En 2004 se incorporó a la Fiorentina. En 2006 pasó a jugar para el Treviso de la Serie B. Dicho equipo desapareció en 2009, quedando libre, y retornó a Nacional. En 2010 quedó nuevamente libre.

## Selección nacional

### Participaciones en Copas del Mundo
| Mundial           | Sede          | Resultado    |
| ----------------- | ------------- | ------------ |
| Copa Mundial 2002 | Corea y Japón | Primera fase |

## Clubes
| Club           | País    | Año       |
| -------------- | ------- | --------- |
| Nacional       | Uruguay | 1994-2000 |
| AS Roma        | Italia  | 2000-2003 |
| AC Siena       | Italia  | 2003-2004 |
| ACF Fiorentina | Italia  | 2004-2006 |
| Treviso FC     | Italia  | 2006-2009 |
| Nacional       | Uruguay | 2009-2010 |

## Palmarés

### Campeonatos nacionales
| Título              | Club     | País    | Año       |
| ------------------- | -------- | ------- | --------- |
| Torneo Clausura     | Nacional | Uruguay | 1995      |
| Liguilla            | Nacional | Uruguay | 1996      |
| Torneo Apertura     | Nacional | Uruguay | 1997      |
| Torneo Apertura     | Nacional | Uruguay | 1998      |
| Campeonato Uruguayo | Nacional | Uruguay | 1998      |
| Torneo Apertura     | Nacional | Uruguay | 1999      |
| Liguilla            | Nacional | Uruguay | 1999      |
| Torneo Apertura     | Nacional | Uruguay | 2000      |
| Campeonato Uruguayo | Nacional | Uruguay | 2000      |
| Serie A de Italia   | AS Roma  | Italia  | 2000-01   |
| Torneo Apertura     | Nacional | Uruguay | 2009-2010 |